# Park Narodowy Ağ göl
Park Narodowy Ağ göl (azer. Ağ göl Milli Parkı) — park narodowy w Azerbejdżanie, o powierzchni 17924 ha. Utworzony w 2003 r., lecz samo jezioro było chronione już od 1964 r. jako "sanktuarium przyrody" (9100 ha) a od 1978 r. także jako rezerwat przyrody (4400 ha). Obejmuje jezioro stepowe Ağ göl wraz z otoczeniem. Obiekt wpisany na listę mokradeł o znaczeniu międzynarodowym, sporządzaną na podstawie konwencji ramsarskiej. Jezioro Ağ göl jest płytkim, lekko słonawym (0,5-2,5 m) jeziorem o zmiennym poziomie wody, okolonym rozległymi trzcinowiskami. Jezioro jest ostoją ptaków wodno-błotnych, jak np. flamingi różowe, pelikany, marmurka, sterniczka, gęś mała, strepet, 7 gatunków czapli. Do fauny parku należą także kot błotny (chaus) oraz - zasiedlająca suche tereny wokół jeziora - gazela dżejran.